# Sanctum (film)
Sanctum är en amerikansk actionäventyrs-film regisserad av Alister Grierson och producerad av James Cameron. Filmen hade biopremiär den 4 februari 2011 i USA och den 18 februari i Sverige. Precis som Avatar visas filmen i stereoskopisk 3D.

## Handling
Filmen är inspirerad av en dramatisk händelse som Andrew Wight skildrar. En dykargrupp beger sig till Papua Nya Guinea för att undersöka de oåtkomliga undervattensgrottorna. De befinner sig hundratals meter under marken, men under deras verksamhet i grottorna bryter en tropisk cyklon ut. Dykarna blir fångade i det stora grottsystemet och tillsammans ska de försöka leta efter en väg ut.

## Produktion
Filmen filmades i Queensland och South Australia i Australien.